# Methanoregulaceae
Methanoregulaceae (лат.) — семейство архей из порядка Methanomicrobiales, выделенное в 2012 году.

## Классификация
На июнь 2017 года в семейство включают 3 рода:
- Methanolinea Imachi et al. 2008 (2 вида)
- Methanoregula Bräuer et al. 2011typus (2 вида)
- Methanosphaerula Cadillo-Quiroz et al. 2009 (1 вид)